# Virgichneumon krapinensis
Virgichneumon krapinensis är en stekelart som först beskrevs av Otto Schmiedeknecht 1928.  Virgichneumon krapinensis ingår i släktet Virgichneumon och familjen brokparasitsteklar. Arten är reproducerande i Sverige. Inga underarter finns listade i Catalogue of Life.